# Порбандар
Порбандар (на гуджарати: પોરબંદર; на хинди: पोरबन्दर; на английски: Porbandar) е град в Западна Индия, щат Гуджарат. Разположен е на брега на Арабско море, на 140 km югозападно от Раджкот. От 1785 г. до създаването на независима Индия през 1948 е център на малко княжество, което от началото на 19 век е зависимо от Великобритания. Населението на града е 152 760 души (2011 г.).
В Порбандар е роден политикът Махатма Ганди (1869 – 1948).